# SÉCAM

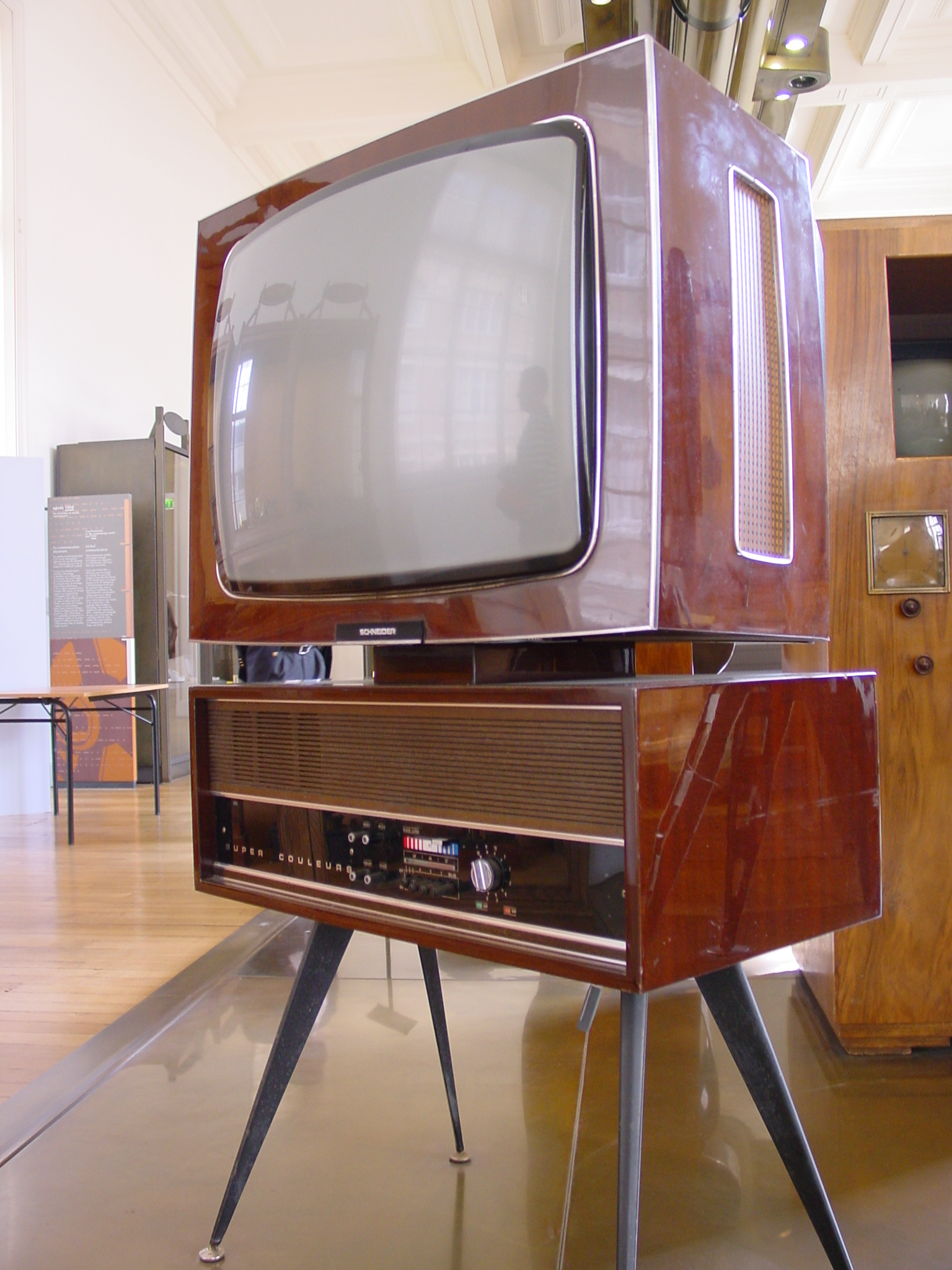
Téléviseur couleur SECAM modèle Pallas, fabriqué par Schneider en 1965.

Le SECAM ou Sécam, acronyme de « séquentiel couleur à mémoire », désigne un standard international de codage couleur du signal vidéo analogique, inventé par l'ingénieur français Henri de France, breveté en 1956 et expérimenté en télédiffusion en 1958 à Paris sur la Tour Eiffel puis en 1963, sur la chaîne nationale RTF Télévision 2 et lancé officiellement à l'antenne, sur la deuxième chaîne ORTF, à partir de 1967.
L'introduction de ce format marque une étape importante dans l'histoire des techniques de télévision. Deuxième standard couleur international créé après le NTSC américain introduit en 1956, le SÉCAM devance son concurrent européen PAL, élaboré à partir de 1963.
On distingue le standard couleur SECAM de la norme de télédiffusion qui lui est associée, symbolisée par une lettre. En France métropolitaine dès le début des années 1960, le SECAM est retransmis grâce la norme L à 625 lignes. En Outremer ou dans d'autres pays, les normes B, G, D et K ou K' exploitent également le standard SECAM, à partir de la fin des années 1960.
Ce standard couleur est successivement adopté par la France métropolitaine, le Liban, le Luxembourg, la principauté de Monaco, l'ancien Bloc de l'Est (URSS et pays de l'Est) dont République démocratique allemande (Allemagne de l'Est), la France d'outre-mer (DOM et TOM), une partie des pays d'Afrique francophone, l'Iran, l'Égypte, l'Arabie saoudite, la Libye, le Maroc et la Tunisie.
Entre années 1961 et jusqu'au années 2010, le standard couleur SECAM est exploité par des équipements et appareils vidéo grand public ou professionnels tels que téléviseurs, vidéoprojecteurs, magnétoscopes, caméras, caméscopes, lecteurs DVD, enregistreurs vidéo numériques, cartes d'acquisition vidéo d'ordinateurs, convertisseurs, transcodeurs, décodeurs / désembrouilleurs, démodulaleurs ou récepteurs de télévision par satellite ou câble, consoles de jeux vidéo, traitements ou effets spéciaux vidéo...
À partir de novembre 2011, le standard SECAM devient obsolète, en raison de la transition vers le numérique, de l'abandon de la télédiffusion analogique terrestre, de la retransmission analogique sur les réseaux câblés et par satellite ainsi qu'à la suite de l'arrêt de la commercialisation des appareils vidéos analogiques comme les téléviseurs à tube cathodique, les magnétoscopes à vidéocassette, certaines consoles de jeux ou vidéoprojecteurs, notamment tritubes.

## Évolution du standard

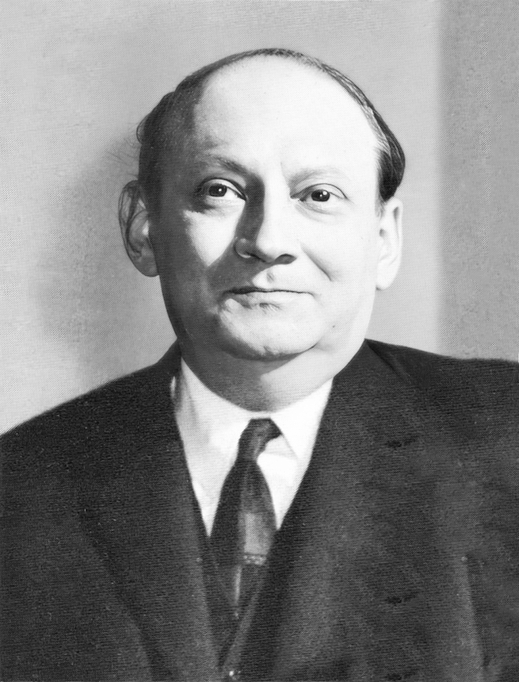
Henri de France, inventeur du standard SECAM, développé depuis 1956.

Au début des années 1950, sous l'impulsion des pouvoirs publics et de sociétés industrielles nationales, la France entreprend de créer un format concurrent au standard couleur américain NTSC, lequel accuse certains désagréments techniques, notamment lors de sa retransmission.
Comme d'autres concurrents français, l'ingénieur Henri de France étudie pour la société Compagnie française de télévision dès le début des années 1950, un format couleur permettant notamment de stabiliser la teinte de l'image lors de sa réception par le téléviseur, le standard américain étant ironiquement surnommé "Never Twice Same Color" (« jamais deux fois la même couleur »). Entre sa conception en 1954 en version « SECAM I » puis son développement en « SECAM II » en 1961 et jusqu'à son exploitation en 1965 en « SECAM III-b », le standard connaît différentes variantes et évolutions.
En complément du signal vidéo principal en noir et blanc pour la luminance, Le SECAM I exploite une fréquence sous-porteuse unique modulée en amplitude pour les signaux de couleur alors que le SECAM II utilise une seule sous-porteuse mais à modulation de fréquence et enfin, le SECAM III combine deux sous-porteuses distinctes modulées en fréquence mais avec une synchronisation de repos sensiblement distincte. Sa version définitive est le SECAM III-b, exploité dès 1967 pour le lancement de la Deuxième chaîne de l'ORTF.
En 1965, une ultime version élaborée en collaboration entre les techniciens de l'ORTF et les ingénieurs russes et soviétiques des laboratoires NIIR est toutefois définie et baptisée SECAM IV permettant de résoudre les défauts des standards NTSC, PAL et SECAM III mais elle est abandonnée au profit du SÉCAM version IIIb pour de sombres motifs politiques et de brevets que la Compagnie Française de Télévision contrôlée par Sylvain Floirat (Europe 1/Sofirad) et l'Allemand Telefunken veulent conserver,.

## Contexte historique

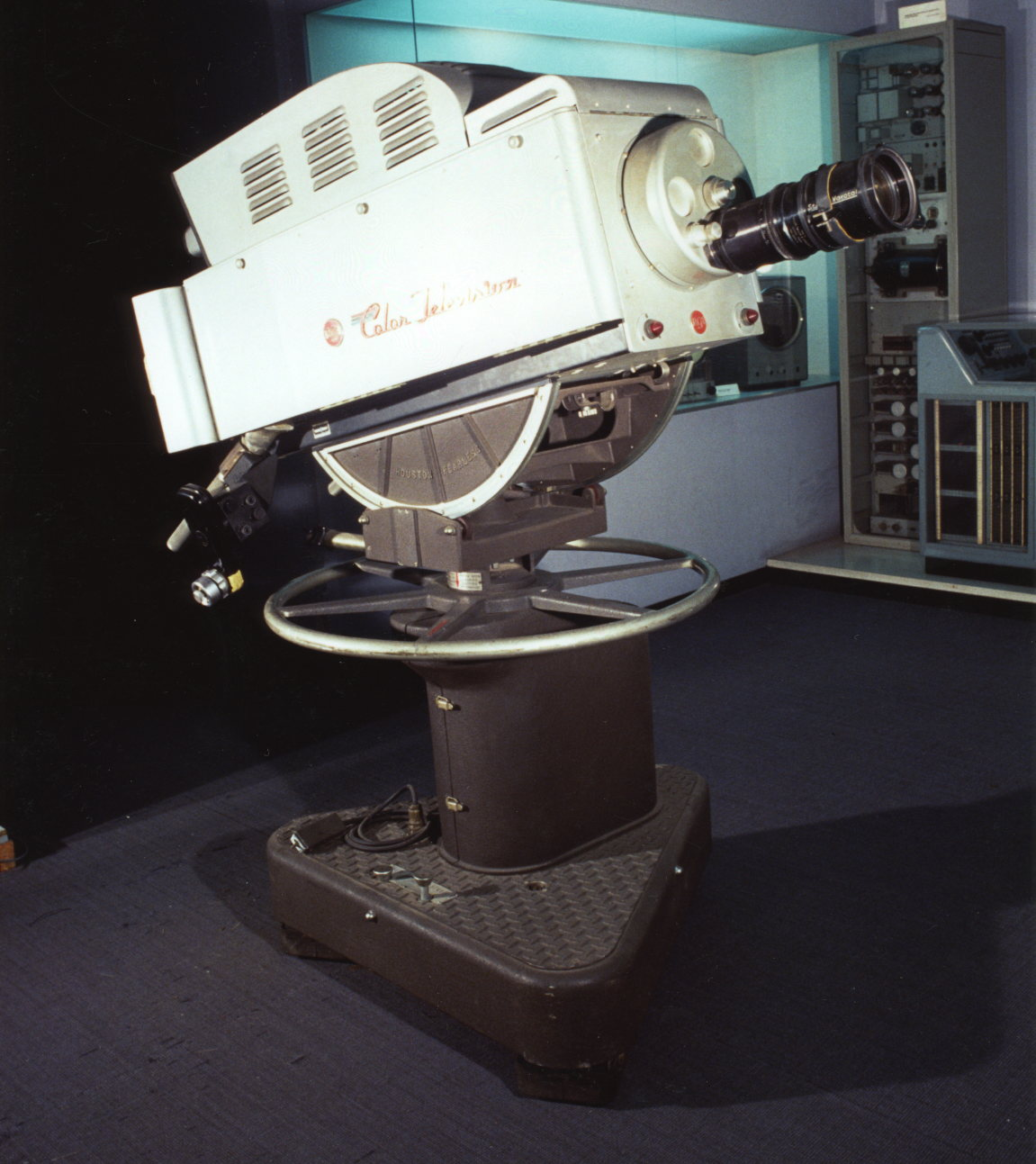
Jusqu'au début des années 1960, les Américains tentent un temps d'imposer le NTSC en Europe, sans succès.

Depuis l'introduction du format à haute définition 819 lignes en noir et blanc créé par les laboratoires d'Henri de France, la possibilité d'y adjoindre un signal couleur est étudiée et même expérimentée en France, à partir de 1956.
Les laboratoires de la Compagnie Française de Télévision sont à pied d'œuvre pour développer le standard couleur français. Toutefois, il apparaît rapidement que ce nouveau codage SECAM ne s'adapte pas facilement aux contraintes du 819 lignes, notamment pour des raisons de coûts industriels. Le prix de vente des téléviseurs, émetteurs, caméras, studios, régies, magnétoscopes, etc. en serait considérablement affecté, sans parler de la complexité d'occupation de la bande passante, lors de la retransmission. La norme 625 lignes officiellement adoptée sur le plan européen, la deuxième chaîne ORTF nationale française lancée en 1963 permet de trancher; la même année, le standard concurrent allemand n'est encore qu'à l'état de prototype et n'est breveté qu'à la toute fin de l'année.

## La bataille de la télévision en couleur
En France dès 1956, les pouvoirs publics entendent favoriser un format couleur qui ne dépende ni des Américains avec le NTSC créé en 1953 et considéré comme imparfait, ni des Allemands, lesquels entendent développer leur propre format, le futur PAL, principalement développé par Telefunken, lequel ne sera breveté qu'en décembre 1963 puis développé durant les années 1964 et 1965.
Le 30 mars 1956 à Paris, la presse et le Comité consultatif international des télécommunications (CCIT) sont invités par la RTF pour la présentation aux experts du secteur, de plusieurs démonstrations de télévision en couleurs; on note qu'Henri de France y présente pour la première fois son système de télévision à haute définition en couleur à 819 lignes développé avec Radio-Industrie, celui du L.E.P. (Laboratoire d'électronique et de physique) à double balayage et que les ingénieurs insistent sur le fait que ces appareils et dispositifs ne sont encore que des prototypes. À ce stade expérimental, le codage couleur adapté à la retransmission hertzienne n'est pas encore défini et les expérimentations exploitent un signal vidéo de type RVB.
Dès lors, une forte compétition entre les trois standards couleur s'intensifie pour des motifs politiques, de suprématie industrielle et commerciale sur un plan international.

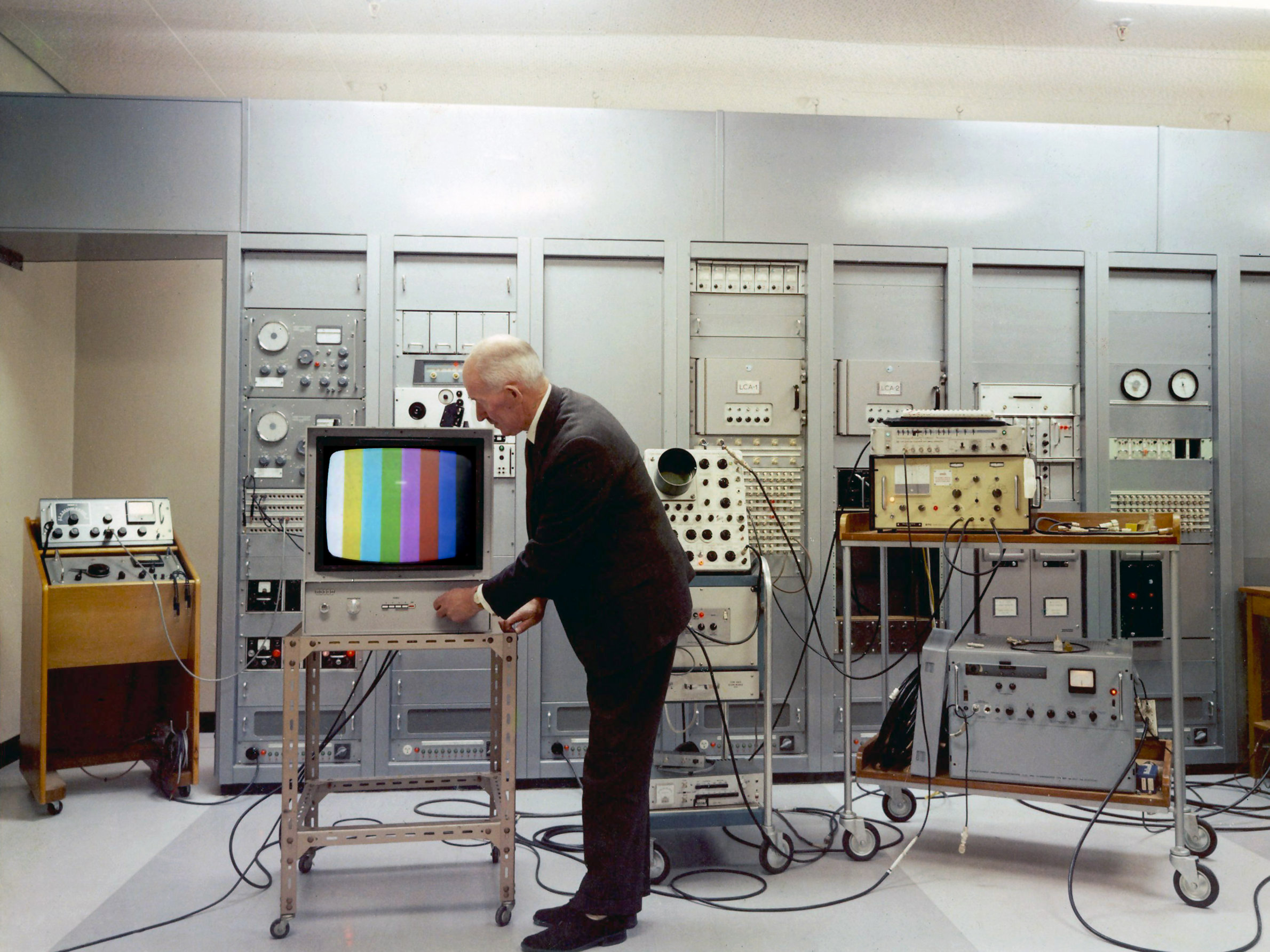
Jusqu'en 1970, les expérimentations de télévision couleur se poursuivent dans plusieurs pays industrialisés.

En 1949, pour préserver les marques et industriels français, la norme historique E à haute définition noir et blanc 819 lignes de la première chaîne française se distingue déjà par sa modulation vidéo positive lors de la retransmission, contrairement aux normes de télédiffusion en noir et blanc à 525 lignes M américaine et au format 625 lignes créé par les russes soviétiques et exploité par l'Allemagne, à la norme  B/G. Le codage SECAM est également censé renforcer ce protectionnisme permettant également d'éviter notamment aux téléspectateurs français habitant près des frontières, de trop facilement capter et visionner les émissions des chaînes étrangères en noir et blanc.
Le 25 mai 1956, l'ingénieur français Henri de France dépose un premier brevet du standard SECAM. Il tente aussitôt de l'associer à la norme haute définition noir et blanc française en 819 lignes. Début mars 1958, deux démonstrations publiques en SECAM connaissent toutefois un certain succès technique et auprès de la presse. L'une dans un laboratoire électronique à Paris et l'autre, à l'hôpital Edouard Herriot de Lyon, lors d'une opération à cœur ouvert.

## Premières retransmissions SECAM à partir de 1958
En 1958, pour anticiper la création d'une deuxième chaîne, les techniciens de la RTF procèdent à des télédiffusions expérimentales à haute définition 819 lignes en noir et blanc et au standard couleur SÉCAM, avec sous-porteuse à la fréquence 7,25 MHz, utilisant la bande IV de la gamme UHF. Non seulement les résultats en réception sont décevants mais surtout, l'exploitation du spectre supérieure à 15 MHz pour chaque chaîne en 819 lignes restreint considérablement l'utilisation de canaux simultanés en UHF, un problème essentiel pour la couverture de tout le territoire.
Au cours de l'année 1960, à la suite de ces différents tests et des décisions des pouvoirs publics, Henri de France abandonne ses développements pour adapter son système SECAM à la haute définition 819 lignes, alors que la deuxième chaîne nationale française adopte officiellement la norme européenne à 625 lignes.
Le 29 avril 1960, la première liaison hertzienne professionnelle en télévision SECAM entre Paris et Londres est réalisée par les techniciens de la Compagnie française de télévision (CFT), filiale de la société Thomson, qui marque la mise au point fonctionnelle du standard français. La toute première version « SECAM-I » (SECAM un) opérationnelle est finalisée en 1961, suivie de plusieurs autres évolutions destinées notamment à optimiser la qualité d'image et la fiabilité lors de la télédiffusion.
Le 20 décembre 1961, le premier émetteur 625 lignes au standard SECAM est installé sur la tour Eiffel à Paris et commence à diffuser des émissions expérimentales en couleur.
En juin 1962 à Bad Kreuznach, lors de la conférence internationale du CCIR, l'ingénieur Henri de France présente en public, un enregistrement de définition 625 lignes vidéo SECAM de qualité, sauvegardé puis parfaitement reproduit par un magnétoscope professionnel, alors que le signal codé au format concurrent américain NTSC reste en noir et blanc.
Le 16 mai 1963, la tour Eiffel permet au puissant émetteur expérimental (100 kilowatts) de la deuxième chaîne RTF, de diffuser un programme en couleur SECAM sur le canal 22 en UHF. En juillet 1963, la deuxième chaîne RTF encore expérimentale, diffuse pour la première fois en couleur SECAM, plusieurs mires en couleur ainsi que la légendaire photographie du visage souriant de « la Niçoise ».
Le 13 septembre 1963, la RTF procède à une expérimentation publique de télédiffusion en SECAM. La même année, le « SECAM II » est fixé puis rapidement remplacé en 1964, par le « SECAM III ». À cette occasion, le SECAM est officiellement adopté par la France et l'Union soviétique. Le 12 novembre 1964, plusieurs pays d'Europe expérimentent à la fois les deux standards couleur européens, SECAM et PAL.
En URSS, les techniciens soviétiques développent un format SECAM spécifique « SECAM IV » ou « NIIR » mais qui ne sera jamais exploité. L'acronyme « NIIR » provient du nom de l'institut Nautchno-Issledovatelskiy Institut Radio (Научно-Исследовательский Институт Радио), laboratoire de recherche électronique soviétique. Deux standards distincts sont conçus : le NIIR non linéaire pour lequel un processus comparable à la correction gamma est exploité et le NIIR linéaire ou « SECAM IV », lequel n'exploite pas ce processus.

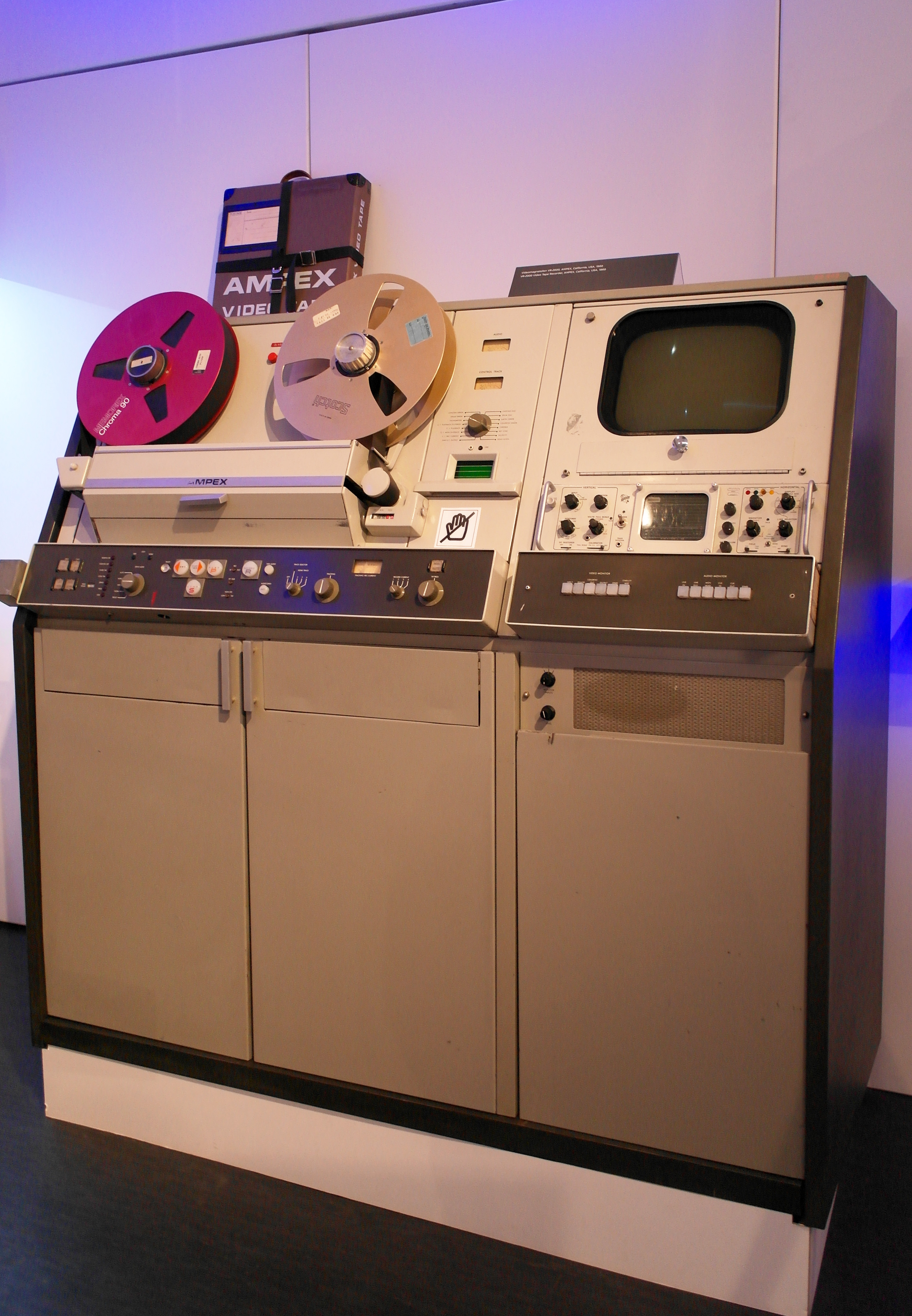
Le magnétoscope professionnel américain Ampex VR-2000 est adapté au SECAM en 1966.

Le 22 mars 1965, l'URSS adopte officiellement le SECAM français, créant la surprise, la veille d'une conférence internationale à Vienne ou un standard européen de télévision couleur doit en principe être adopté.
Lors de l'Assemblée générale du CCIR de 1965 à Vienne (Autriche), le NTSC et le tout nouveau format PAL sont étudiés face au SECAM.
Le 29 novembre 1965, une liaison vidéo est établie entre Moscou et Paris en couleur au standard SECAM grâce au satellite soviétique Molnia 1, pour échanger les programmes télévisuels entre les deux pays.
Bien que jamais exploité, le standard « SECAM IV » rebaptisé à la dernière minute sous le titre « SEQUAM » est conjointement présenté par la France et l'URSS, lors de la conférence CCIR d'Oslo en 1966.

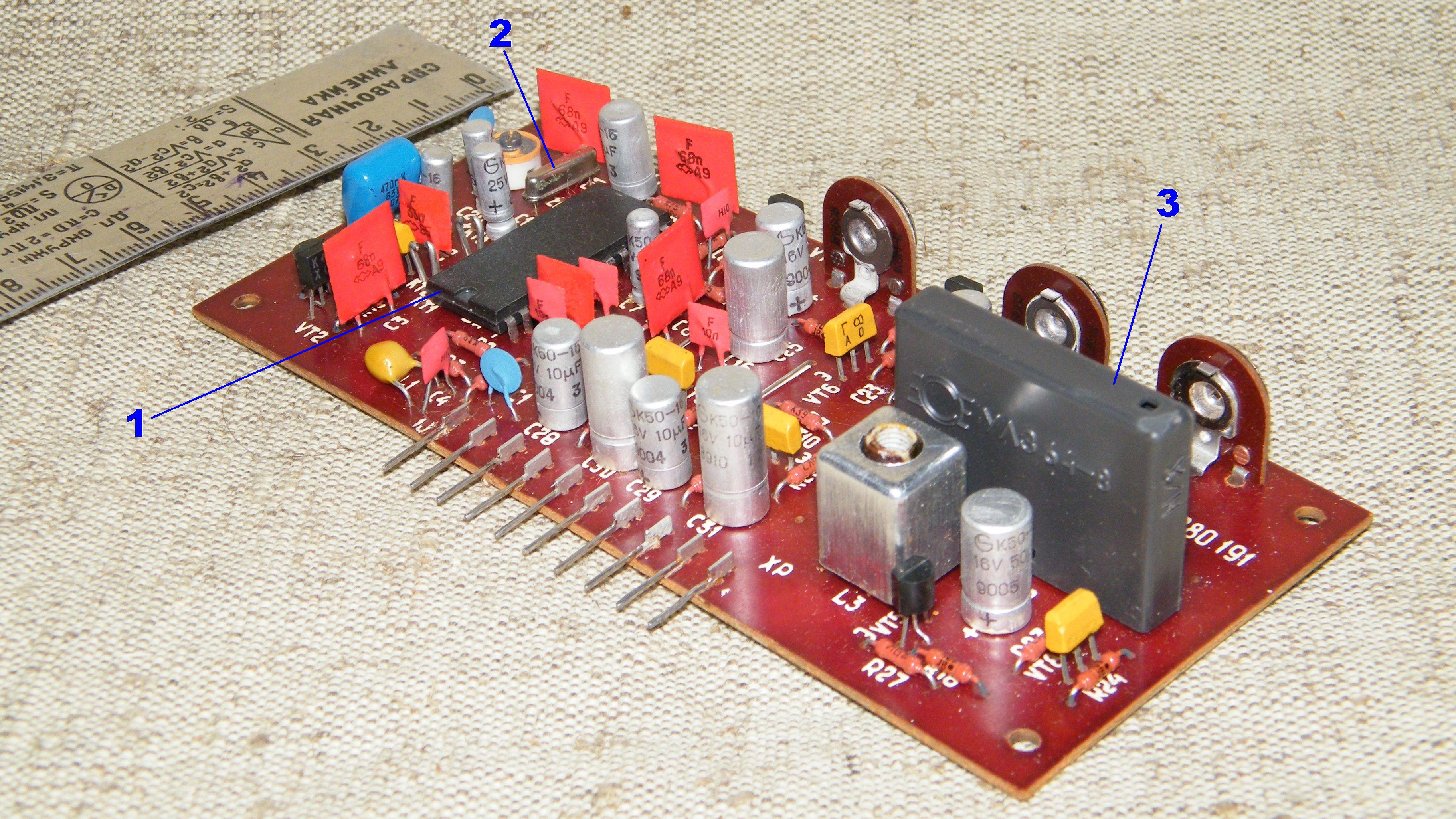
Composant électronique de Ligne à retard (3), spécifique aux téléviseurs SECAM mais également exploité par son concurrent PAL.

Le 28 mai 1966 marque la première retransmission couleurs depuis Paris, retransmise vers la Russie en couleur SECAM grâce au satellite soviétique Molnia 3 ; l'extrait de la pièce de Théâtre Lucrèce Borgia de Victor Hugo, réalisée par Jean-Roger Cadet.
En 1966, la conférence annuelle du CCIR qui se tient à Oslo ne retient pour l'Europe que les formats SECAM et PAL mais élimine de facto le NTSC. Il n'y aura donc pas de standard couleur unique en Europe mais, en complément de la dizaine de normes de télédiffusion déjà en vigueur, deux concurrents se font face, le SECAM français et le PAL allemand. L'enjeu devient politique et diplomatique pour les gouvernants, notamment français, avec l'intervention directe du président Charles de Gaulle puis de son premier ministre et successeur Georges Pompidou. Ce dernier va même jusqu'à s'adresser à ses collègues et collaborateurs pour défendre le SECAM national en ces termes : « Pourquoi ne feraient-ils pas un procès à Telefunken ? ». Les brevets et secrets industriels du PAL, reprenennt une partie des éléments électroniques significatifs du standard SECAM.

En France, la deuxième chaîne ORTF, première antenne au monde à exploiter le SECAM.

Plusieurs évolutions du format sont successivement expérimentées en télédiffusion sur la tour Eiffel à partir de 1961, notamment le « SECAM III a » rapidement lui-même remplacé par le « SECAM III b », devenu le format définitif, officiellement adopté en 1967.
Le 15 septembre 1967, la deuxième chaîne de l'ORTF française diffuse le premier journal télévisé en couleurs retransmis en Europe.

## Lancement commercial en France
Le 1er octobre 1967 à 14 h, la deuxième chaîne ORTF diffuse une émission spéciale. On voit un groupe de quatre hommes en costume sombre : le présentateur Georges Gorse, ministre de l'Information et trois contributeurs au développement du système sont debout dans un studio presque vide. Après un compte-à-rebours partant du nombre 10, à 14 h 15 précises, l'image en noir et blanc est brusquement commutée en couleur. Le présentateur déclare : « Et voici la couleur ! » Après la Télévision centrale soviétique, le CLT, chaîne nationale du Liban devient la troisième chaîne de télévision au monde à utiliser le codage SECAM.

## Déploiement international
En Europe, la France tente très tôt de convaincre ses voisins britanniques et italiens d'adopter le SECAM. Le Royaume-Uni et l'Italie expérimentent alors le codage avant d'opter pour le PAL. Le SECAM a été adopté par les anciennes colonies françaises et belges d'Afrique, ainsi que par la Grèce, Chypre, certains pays du Moyen-Orient et les pays du bloc de l'Est à l'exception de la Roumanie.

Adapté aux formats vidéo 625 lignes et 25 images par seconde, le standard SECAM est historiquement adopté en France métropolitaine puis Outremer, les pays de l’ex-URSS, au Liban, en Afrique francophone, en Iran, en Mongolie et au Levant entre le début des années 1960 et le début des années 2000. Dès lors, il est progressivement remplacé par les signaux numériques. Selon les pays ou zones géographiques, il est véhiculé par une norme de télédiffusion spécifique, désignée par une ou plusieurs lettres : L, L', B/G, D/K ou encore K' ou K1.

En décembre 1972, la 3e chaîne française se lance en SECAM.

Si le SECAM L/L' est historiquement le premier adopté par la France métropolitaine, le Liban, le Luxembourg et Monaco, le SECAM B/G est adopté à partir des années 1970 par l'Iran, l'Égypte, l'Arabie saoudite, la Libye, le Maroc et la Tunisie. Le  SECAM D/K est exploité par l'ancien Bloc de l'Est (URSS et pays de l'Est), l'Outremer (DOM et TOM). Le format SECAM K'/K1 est exploité par l'Afrique de l'Ouest et plus généralement, ses pays francophones.

En décembre 1973, Télé Monte-Carlo exploite la couleur SECAM.

Principalement pour introduire la couleur, toute l’Europe exploite la norme à 625 lignes 50 Hz, durant les années 1960, en adoptant soit le standard couleur SECAM, soit le PAL et parfois les deux formats, selon l'influence politique des pays initiateurs des deux standards. L’Amérique du Nord puis une partie de l'Asie adoptent la norme à 525 lignes à 60 Hz, à partir des années 1940 puis la couleur NTSC à partir du milieu des années 1950.

### L'exception italienne
En Italie, il faut attendre le 1er février 1977, pour que la télédiffusion en couleur soit officiellement lancée, adoptant après de nombreuses tergiversations et revirements, le standard PAL. Dix ans après la France, l'Allemagne et la plupart de ses principaux voisins européens, l'Italie a pris un considérable retard. Elle a subi des tergiversations politiques pour choisir entre les deux standards européens sur pression de la France, d'une part, et de l'Allemagne et du  Royaume-Uni, de l'autre. Durant cette période, seuls les frontaliers peuvent espérer recevoir notamment les chaînes françaises et monégasques ou ailleurs, les chaînes de la Suisse.

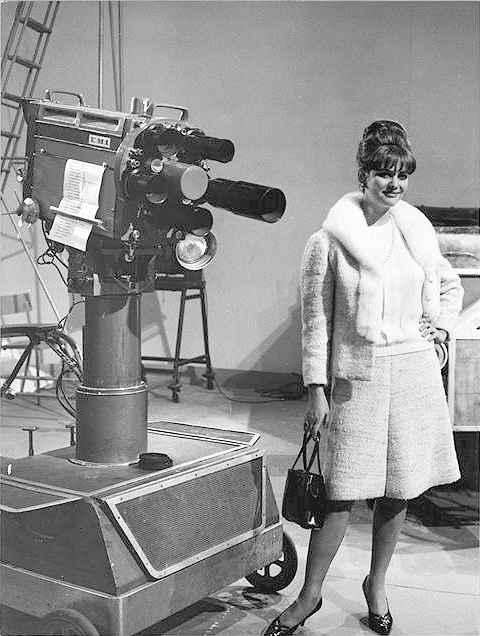
La télévision italienne publique va longtemps hésiter entre SECAM et PAL. Pour ses productions de 1964 jusqu'en 1977, la RAI exploite principalement le 625 lignes noir et blanc.

À partir de la fin des années 1960, l'opposition entre différents partis politiques italiens sur le sujet, suspend le choix officiel du standard couleur durant de longues années. Le sénateur républicain Ugo La Malfa fait même débattre d'une question parlementaire pour « empêcher l'abandon du noir et blanc sobre, au profit d'un écran couleurs vaniteux et consumériste ». En 1972, alors qu'en Italie les Jeux olympiques de 1972 sont retransmis alternativement par le système SECAM et le système allemand PAL, ce même sénateur fervent opposant du standard français, va jusqu'à menacer la coalition gouvernementale à laquelle il appartient de retirer son soutien dès lors que le système français soit adopté par l'Italie, provoquant ainsi infailliblement sa chute.
Pour autant, depuis le début des années 1970, la société italienne Indesit, en collaboration avec le groupe public SEIMART (Société exercice d'entreprises industrielles radio et TV), développe son propre standard couleur. Intitulé I.S.A. ou « ISA » (Identification à Suppression Alternée), l'objectif consiste surtout à éviter de payer des licences / brevets aux concepteurs des standards SECAM et PAL. Il va toutefois rester au stade expérimental. À partir de 1974, le service public Italien procède sur ses émetteurs, à des tests quotidiens le matin de 10 h à 11 h et l'après-midi de 15 à 16 h, diffusant des émissions et des mires codées en PAL.
Le 11 août 1975, le choix pour le PAL est officiellement adopté par l'Italie, ce qui met un terme au standard national « ISA » mais ses téléspectateurs doivent encore attendre. Le 15 juillet 1976, le monopole d'État de la télévision italienne est brusquement abandonné. Une faille de la loi permet de libéraliser les ondes sur tout le territoire italien. Des milliers de stations de radio locales apparaissent rapidement, accompagnées de centaines de chaînes de télévision, principalement commerciales, ayant adopté le PAL pour leur diffusion.

## À l'Est
L'adoption du SECAM en Europe de l'Est représente un enjeu d'influence politique au cours de la guerre froide. De plus, pour les ingénieurs et décideurs du bloc soviétique, le SECAM s'avère également plus performant sur les réseaux hertziens, émetteurs, relais et réseaux de télévision par câble, couvrant de très longues distances entre les stations de télévision et les émetteurs.

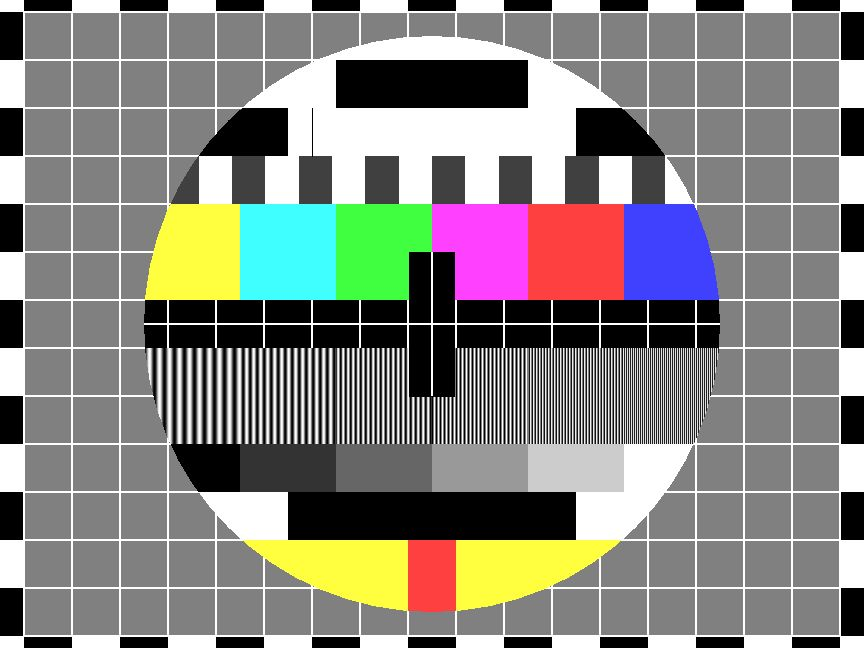
Mire Philips type TDF, adaptée au standard SECAM.

Lors de la télédiffusion, les spécificités de la modulation codée en PAL peuvent engendrer des variations d'amplitude et de phase, qui n'affectent pas les signaux codés en SECAM. Ainsi en mars 1969, l'Allemagne de l'Est décide d'adopter le SECAM III-B.

## Abandon progressif
Après la période de croissance des années 1970, la domination européenne du PAL met un coup d'arrêt aux succès du SECAM. De plus, l'arrivée des téléviseurs bi-standard PAL-SECAM notamment dans les pays de l'Est accélère leur passage au PAL durant les décennies 1980 et 1990. Le SECAM reste exploité notamment en Russie et dans les pays francophones d'Afrique.
Entre 1978 et 1995, plusieurs pays parmi lesquels la France, décident de développer une nouvelle norme de télédiffusion. La technologie Mac Paquets, D-MAC puis D2 MAC qui exploitent certaines similitudes du SECAM marquent une évolution, surtout pour la télédiffusion par satellite et via les réseaux câblés. Le format d'image large 16/9, le son numérique et même la Haute Définition sont lancées en 1992, notamment avec la norme HD Mac mais à la même période, la vidéo et la télévision numérique commencent à être développées, ce qui rend rapidement obsolète les normes analogiques. En France puis dans presque tous les pays ayant adopté le SECAM, la norme européenne DVB remplace progressivement la modulation analogique. Pour assurer une transition compatible ascendante et descendante ou avec les décodeurs analogiques et magnétoscopes, le SECAM reste toutefois présent comme signal d'entrée ou de sortie vidéo (vidéocomposite) sur la plupart des téléviseurs et équipements de télévision ou vidéo. Ainsi, certains adaptateurs TNT à la norme DVB-T peuvent générer un signal composite en SECAM, en plus du PAL ou même du NTSC.
Durant la télédiffusion analogique, chaque pays adopte le NTSC, le SECAM ou le PAL.
- NTSC
- PAL ou PAL/SECAM
- SECAM
- Pas d’information

## Dates clés
- 1935 : Début des recherches de plusieurs industriels français pour la télévision en couleur, au procédé mécanique.
- 1950 : Début des recherches de plusieurs industriels français pour la télédiffusion en couleur au procédé électronique.
- 1954 : Début du développement des principes techniques du SECAM par les laboratoires d'Henri de France.
- 1956 : Dépôt du brevet SECAM par Henri de France.
- 1958 : Premiers tests de diffusion en 819 lignes SECAM et en UHF par les laboratoires d'Henri de France.
- 1960 : 1960 première liaison liaison hertzienne professionnelle en SECAM 625 lignes, entre Paris et Londres
- 1961 : Premiers tests de télédiffusion SECAM en 625 lignes sur l'émetteur UHF de la tour Eiffel.
- 1963 : Lancement de la deuxième chaîne nationale française RTF à la norme L (625 lignes), en noir et blanc et expérimentations en couleur SÉCAM.
- 1966 : Adoption officiellle du standard couleur SECAM IIIb par l'ORTF.
- 1967 : Lancement officiel de la télédiffusion en couleur SECAM de la Deuxième chaîne de l'ORTF.
- 1972 : Le 31 décembre 1972, début des émissions de la Troisième chaîne couleur de l'ORTF directement télédiffusée en couleur.
- 1975 : TF1 débute sa télédiffusion en couleur SÉCAM sur le réseau UHF à la norme L en complément à son premier réseau d'émetteurs en 819 lignes noir et blanc.
- 1977 : Début de diffusion de pages Télétexte Antiope, ajoutées au signal vidéocomposite. Le Télétexte nécessite un décodeur externe ou des circuits intégrés au téléviseur ou au magnétoscope.
- 1980 : TF1 couvre désormais toute la France en couleur SÉCAM et UHF.
- 1983 : l'ancien réseau historique VHF de la première chaîne 819 lignes en noir et blanc est abandonné par TF1.
- 1984 : l'ancien réseau VHF de TF1 est exploité par la chaîne payante Canal+ en couleur SÉCAM mais au format sans identification trame mais par ligne/, ce qui engendre certains problèmes avec les téléviseurs couleurs datant d'avant 1980.
- 1985 : Deux nouvelles chaînes privées exploitant le SÉCAM (avec identification trame) sont lancées : La Cinq et TV6.
- 1990 : La chaîne culturelle La Sept est partiellement retransmise en SÉCAM sur le réseau de FR3.
- 1992 : La Sept devenue la chaîne franco-allemande culturelle ARTE exploite le réseau en SÉCAM de la chaîne commerciale supprimée La Cinq.
- 1994 : Son NICAM ajouté à la norme française L/L'. Sauf pour Canal+, ce procédé audio numérique de télédiffusion terrestre est progressivement étendu à l’ensemble des émetteurs français jusqu’en 1999.
- 1995 : En complément de la chaîne ARTE, la chaîne éducative publique La Cinquième exploite le canal numéro 5 de la télédiffusion nationale en SÉCAM.
- 1999 : Sauf ceux de Canal+, tous les émetteurs français à la norme L/L' exploitent la stéréo NICAM en complément du standard couleur SÉCAM.
- 2011 : Arrêt de l'exploitation de la norme L / SECAM en télédiffusion hertzienne terrestre; la région Languedoc-Roussillon est la dernière région Française à passer au tout numérique puis progressivement par satellite.
- 2012 : Arrêt le 1er janvier 2012, des retransmissions en SECAM sur Atlantic Bird 3. Les signaux de TF1 et de France 2 sont remplacés par une boucle vidéo promotionnelle en PAL pour FRANSAT, jusqu'en février 2012.
- 2015 : La norme L/L' et la couleur SECAM, disparaissent définitivement des réseaux cablés français, du fait de l'arrêt total de la diffusion analogique sur ces réseaux.
- 2016 : Le standard SECAM survit quelques années dans les foyers français ainsi que sur le continent africain. Les magnétoscopes analogiques VHS SÉCAM installés dans les foyers subsistent quelques années.

## Principes techniques
Pour des motifs de compatibilité d'équipements, un téléviseur adapté à la réception en noir-et-blanc doit pouvoir restituer les émissions émises exploitant des signaux couleurs et un téléviseur couleurs doit permettre de restituer des émissions diffusées en noir-et-blanc. Les informations supplémentaires spécifiques à la couleur sont donc ajoutées ou combinées avec les signaux en noir-et-blanc.
Le signal noir-et-blanc ou luminance (Y) constitue l'une des deux informations vidéo à exploiter. En complément, deux informations ou deux composantes dites de chrominance sont à retransmettre. Les lettres relatives aux couleurs primaires exploitées par les téléviseurs analogiques ou cathodiques sont : R pour le rouge, V pour le vert (ou G en anglais) et B pour le Bleu. Il a été choisi de transmettre U = constante × (R – Y) et V = constante × (B – Y), car l’information de couleur verte (V ou G) est celle qui est la plus proche de la luminance Y. Le SECAM se distingue des autres standards couleurs sur ce point, par une formule de transmission spécifique.

Nota : R = Red (rouge), G = Green (vert), B = Blue (bleu).

### Particularités du NTSC et du PAL
Au standard américain NTSC et au standard allemand PAL, les deux signaux de chrominance (U = constante × (R – Y) et V = constante × (B – Y)) sont transmis simultanément, en modulation de phase et d’amplitude. Ainsi, pour chaque ligne et donc, pour chaque point, on dispose à la fois des informations Y, U et V ; ce qui permet de reconstituer les trois composantes primaires R, G et B.

### Spécificités du SECAM
Pour le SECAM, les informations U et V sont transmises alternativement, une ligne sur deux. Ainsi :
- pour une ligne donnée, on dispose des informations Y (le signal noir-et-blanc, transmis pour chaque ligne) et U = constante × (R – Y) ;
- pour la ligne suivante, on dispose des informations Y et V = constante × (B – Y) ;
- et ainsi de suite...

Dans cette formule, le système ne permet pas de restituer les trois composantes R, G et B ou RVB. L’ingéniosité du système consiste donc à retenir, pour une ligne donnée, l’information U ou V manquante sur la ligne précédente. À cet effet, on utilise dans le téléviseur, un composant électronique spécifique dit « ligne à retard » de 64 μs.
Soixante-quatre microsecondes représentent la durée que met le faisceau de l'écran cathodique à parcourir une ligne. Le composant « ligne à retard » mémorise l’information de couleur d’une ligne (U ou V) puis la restitue au moment de la réception de la ligne suivante. Combinées à l’information de couleur de cette nouvelle ligne (respectivement V ou U), ces données complémentaires permet de restituer les trois composantes du vecteur de couleur.

## Résolution d'image et modulation
Pour le standard SECAM, la résolution de chrominance (information couleur) est moitié moindre que la résolution en luminance, celle de l’image en noir-et-blanc. En pratique, cette formule fonctionne car l’œil humain présente à peu près les mêmes caractéristiques : il a besoin d'une meilleure résolution en luminance de pour la chrominance. Cette solution visant à diviser par deux, la chrominance est reprise dans les normes numériques de compression et traitement de l'image fixe JPEG ou animée MPEG-1, MPEG-2 et MPEG-4.
Les données de couleur SECAM sont transmises en modulation de fréquence, ce qui garantit lors de la transmission, une meilleure stabilité des couleurs et diminue les artefacts de l’information de couleur présente dans l’image vidéo lorsqu'on utilise un récepteur qui n'affiche que le noir et blanc. La convention détermine que les standards SECAM, PAL et NTSC, exploitent l’espace de couleur YUV. Cette assertion est toutefois inexacte car pour le SECAM, les composantes U et V sont exploitées et mises à l’échelle, ce qui signifie que les trois composantes sont exprimées dans l’espace de couleur YDbDr et non YUV.
En théorie et pour la télédiffusion hertzienne uniquement, le standard SECAM est meilleur ou plus performant que le PAL, en raison de cette consolidation de la chrominance. Cette spécificité permet de mieux distinguer les clairs-obscurs colorés en SECAM, les teintes apparaissent à l'œil nu, plus saturées qu'en standard PAL. En revanche, le SECAM accuse un défaut de cette spécificité car cette saturation peut parfois être légèrement décalée ou « baver » sur de grandes surfaces rouges ou bleues très saturées, surtout lors de la modulation / réception des signaux télédiffusés.

## Limites techniques et lacunes
Les détracteurs du SECAM ont parfois souhaité tourner en dérision ses initiales, en accentuant certaines imperfections de cette norme, à travers un ensemble de rétroacronymes tel que « Surtout Éviter la Compatibilité Avec le Monde » ou encore « Système Élégant Contre les AMéricains ». Toutefois, ses concurrents n'y échappent pas non plus : le NTSC donne lieu à une boutade du même genre et où l'acronyme signifie « Never Twice The Same Color » (jamais la même couleur deux fois de suite) et le PAL signifie « Pictures At Last » (enfin des images).

### L'identifiant couleurs SECAM: trame / ligne
La donnée qui identifie les données couleurs du standard SECAM peut être présente dans la trame ou dans la ligne d'un signal vidéo composite retransmis par la chaîne de télévision. Cette identification peut être unique ou être simultanée : identifications trame plus ligne, identification trame seule ou identification ligne seule.
Entre 1965 et 1988, l'identification du signal couleur SECAM dans le signal vidéocomposite est exploitée en synchronisation avec les trames du signal vidéo. L'identification trame surnommée par les techniciens identification "bouteilles" en raison de la forme caractéristique affichée sur un oscilloscope. Historiquement, l'identifiant trame SECAM est donc le premier à être implanté dans les téléviseurs et à être exploité par les chaînes de télévision. À partir des années 1970, pour libérer les lignes d’identification trame permettant d'exploiter à la place, des données complémentaires telles que le télétexte, le VPS, le PDC, le sous-titrage et dans le cas de la chaîne cryptée Canal+, certaines données destinées aux décodeurs (contrôle des droits d'accès), le format identification par ligne SECAM est développé.
Durant le milieu des années 1960, lors de l’adoption du SECAM par tous les pays membres de l’OIRT, les chaînes de télévision de ces pays diffusent simultanément, les 2 modes d’identification. En 1967, la France choisit de diffuser la couleur, avec un signal d'identification trame. Les circuits SECAM des téléviseurs exploitent alors obligatoirement ce mode de transmission, jusqu’au 1er décembre 1979.
À partir du 14 mars 1978, les chaînes de TV françaises optent pour l’identification ligne. Elle devient alors le mode obligatoire de transmission du standard SECAM.
Dès le début des années 1980, le standard SECAM est normalisé en adoptant l'"identification ligne". En 1984, la chaîne payante française Canal+ est la première à n'exploiter que l'identification ligne. Certains téléviseurs datant d’avant 1980 et ne disposant pas de ces circuits privent les abonnés qui les utilisent de visionner la chaîne payante en couleurs. Bien que possédant un abonnement officiel, l'image décodée s'affiche en noir et blanc, en dehors de la période des émissions en clair durant laquelle Canal+ exploite l'ancienne identification par trame.
Entre mars 1978 et août 2005, Antenne 2 (devenue France 2) puis TF1 dans leur modulation à la norme L exploitent simultanément les deux identifications couleur. L’organe de régulation (successivement le Ministère de l’information, la Haute Autorité de l’Audiovisuel, la CNCL puis le CSA) contraint les trois premières chaînes françaises à diffuser simultanément ces deux signaux, en raison du considérable parc d’équipements TV couleurs produits antérieurement à décembre 1979 et toujours en fonction sur le territoire.

## Abandon progressif de l'identification trame

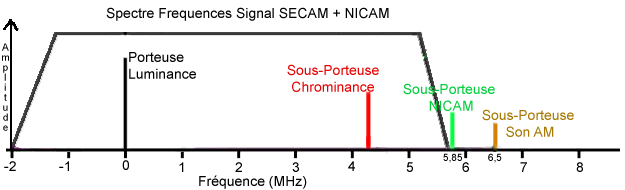
Au début des années 1990, la norme L combine l'audio numérique NICAM, le standard couleur SECAM et les signaux audio et vidéo analogiques.

Pour les nouvelles chaînes ainsi que celles transcodées en SECAM sur le câble analogique ou le satellite, l'autorité de régulation ou le CSA n'impose pas les deux signaux ; dans ce pays, les opérateurs sont alors uniquement contraints d’exploiter l’identification ligne ; ils restent toutefois libres de diffuser l’autre signal trame simultanément s'ils le souhaitent.
En France, Canal+ est la première chaîne qui retransmet uniquement l’identification ligne en 1984 lors de ses émissions cryptées. Jusqu'à sa faillite en 1992, La Cinq exploite simultanément les deux signaux. Dès mars 1986, la chaîne musicale TV6 (France) exploite simultanément les deux signaux jusqu’à son arrêt en 1987. M6 exploite simultanément les deux signaux du 1er mars 1987 jusqu’en 2001, excepté les décrochages locaux qui conservent les deux modes. La chaîne 5e renommée ensuite France 5 exploite simultanément les deux signaux et arrête l'identifiant trame en 1998, pour développer le télétexte et le PDC. Arte France qui partage le temps d’antenne et les canaux de la 5e) exploite simultanément les deux signaux jusqu'en 1998. TF1 et France 2 abandonnent la double identification à l’automne 2005. France 3 supprime l'identification trame en avril 2007, sur son signal national. Les chaines de TV locales diffusant encore en hertzien analogique, diffusent uniquement avec les salves SECAM d'identification ligne. Télé Monte-Carlo / TMC disponible en analogique SECAM sur le satellite Télécom 2 depuis 1992, ne retransmet que l’identification ligne.

### Enregistrement des signaux SECAM en vidéo analogique
Dans le cas de la vidéo destinée au grand public comme la cassette VHS), il existe deux modes de traitement enregistrement/lecture pour signal couleur SECAM.

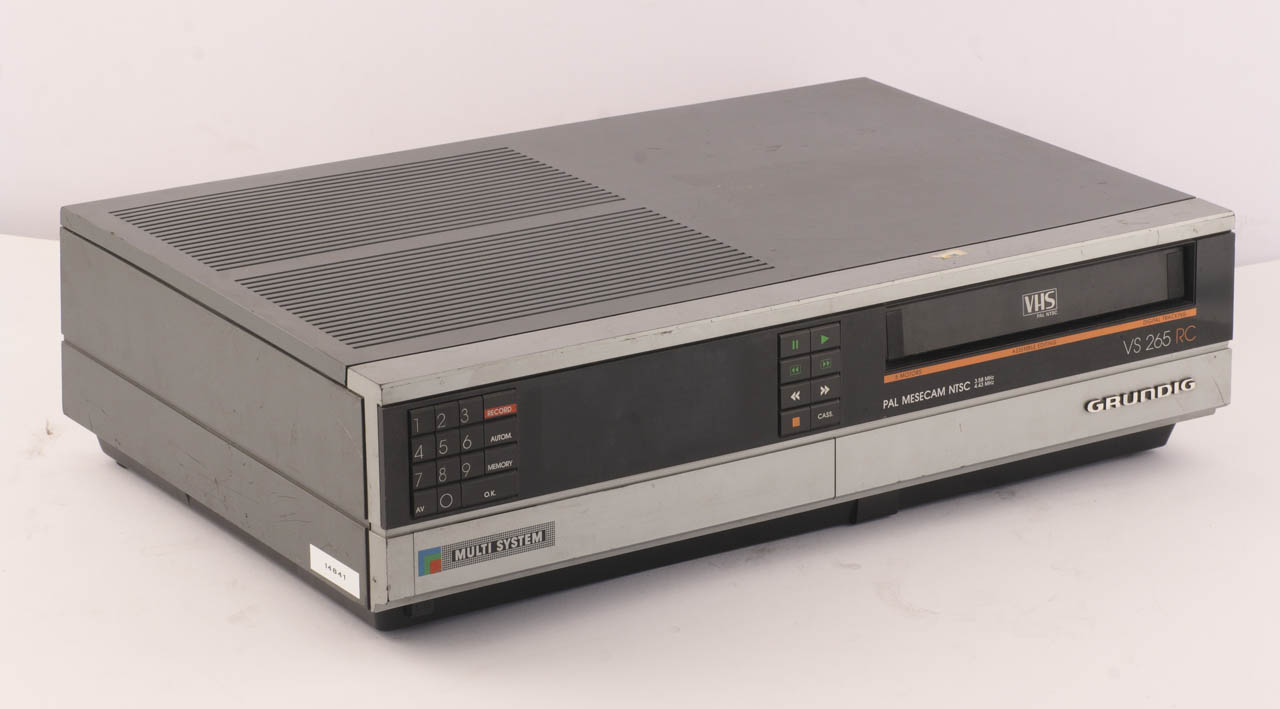
Magnetoscope multistandard Grundig, 1984.

Le magnétoscope conventionnel SECAM divise l'information couleur par 4
L'information couleurs contenue sur la porteuse modulée est enregistrée à une fréquence inférieure à celle de la porteuse du signal vidéo composite noir et blanc, pour des raisons de qualité et d'économie en bande passante. Le fait d'utiliser la modulation de fréquence pour le signal vidéo, incite les industriels à faire passer la porteuse dans un diviseur de fréquence par 4 et donc, une multiplication par 4 à la restitution. Cette formule permet d'effectuer le traitement avec un matériel bien moins coûteux que la méthode classique utilisée dans les magnétoscopes PAL ou NTSC. Toutefois par conséquent, la qualité du signal couleur restitué à l'écran est sensiblement affectée.
Le magnétoscope de type MESECAM respecte le signal de chrominance SECAM
Exploité en Europe de l’Est, au Levant, en Tunisie, au Maroc, en Grèce ou en Suisse romande entre 1978 et 2011, le « Middle-East SECAM » ou MESECAM contourne la restriction de la division par 4 lors de l'enregistrement vidéo. Dans ce système, les circuits électroniques sont au format PAL mais la méthode de conversion de fréquence utilisée pour les enregistrements PAL reste standard. Aucune standardisation internationale du format MESECAM n'est normalisée, du fait que cette formule est basée sur la combinaison d'un magnétoscope PAL exploitant un signal composite SECAM.

### Compatibilité PAL/SECAM et format S-Vidéo
Durant les années 1980, les équipements grand public compatibles à la fois avec le SECAM et le PAL deviennent de plus en plus abordables, du fait de l'industrialisation de masse. En France et dans les pays qui ont adopté le SECAM, les téléviseurs, les caméscopes, les magnétoscopes et les consoles de jeux vidéo sont de plus en plus compatibles avec le standard PAL. Ainsi, la nécessité de pouvoir lire des cassettes PAL sur des magnétoscopes SECAM apparaît dès le début des années 1980. Ce besoin se traduit par la commercialisation de magnétoscopes ou lecteurs bi-standards, dès lors que le téléviseur est lui aussi compatible PAL et SECAM. Dans certains pays comme la Suisse, les récepteurs analogiques des magnétoscopes VHS PAL avec MESECAM commercialisés en Suisse Romande sont modifiés d'origine pour être compatibles CCIR B/G.
Avec l'évolution du système séparant luminance et chrominance, les magnétoscopes et équipements S-Vidéo, S-VHS ou Hi8 permettent de traiter le problème de l'enregistrement SECAM. De fait, l'appareil est de type PAL et les signaux sont transcodés en SECAM avant et après l'enregistrement. Le format S-Vidéo ou Y/C n'exploite jamais une chrominance SECAM (PAL ou NTSC uniquement).

### Transcodage et conversion
À partir du milieu des années 1970 et principalement pour les professionnels de la vidéo puis au début des années 1980, pour le grand public, des appareils permettant de convertir les signaux vidéo SÉCAM vers d'autres formats 625 lignes ou inversement, apparaissent. Les plus courants sont les transcodeurs SÉCAM vers PAL, permettant notamment à des fabricants de caméscopes d'enregistrer ou de restituer les signaux vidéo couleur. De même à la même époque, des transcodeurs PAL vers SÉCAM permettent à des téléviseurs uniquement SÉCAM commercialisés en France de pouvoir afficher en couleur, les signaux provenants d'appareils comme des magnétoscopes, des caméras, des jeux vidéo ou des ordinateurs uniquement équipés d'une sortie vidéo PAL. Au milieu des années 1980, les téléviseurs bi-standard PAL/SECAM commencent à être commercialisés en France et en Europe. Au début des années 1990 grâce à l'introduction des microprocesseurs graphiques numériques, certains convertisseurs permettent d'ajouter au transcodage couleur, les signaux vidéo à 525 lignes, notamment codés en NTSC. Quelques magnétoscopes très haut de gamme intègrent parfois ces convertisseurs ou transcodeurs pour permettre une compatibilité totale avec les sources et vidéocassettes provenant du monde entier : SÉCAM, PAL et NTSC. En 1989, les décodeurs satellite à la norme D2Mac permettent de générer des signaux vidéo au standard SÉCAM ou PAL. Avec l'arrivée de la télédiffusion numérique par satellite en 1995 puis terrestre au début des années 2000, les récepteurs, les jeux vidéo et les ordinateurs permettent de générer des signaux compatibles avec les standard SECAM, PAL ou NTSC.

### Utilisation professionnelle de l'enregistrement SECAM
À partir de 1967, les chaînes de télévision et les grandes unités de production exploitent les magnétoscopes à bande professionnels au standard SECAM, grâce à leurs circuits qui respectent le signal chromatique dans son intégrité. Toutefois, essentiellement pour des motifs de coûts de revient et de facilité d'échanges d'images sur le plan européen, le standard PAL le remplace peu à peu dans la quasi-totalité des équipements de production avant la diffusion : caméras, effets spéciaux, régies, magnétoscopes, unités de montage, etc. Seule la partie finale encode le signal en SECAM juste avant qu'il soit véhiculé sur les réseaux hertziens, les relais et les émetteurs.
Le standard SECAM reste présent pour certaines retransmissions par satellite pour sa fonction de relais ainsi que sur les réseaux câblés français jusqu'au début des années 2000. La diffusion hertzienne terreste française en SECAM est définitivement abandonnée en novembre 2011.

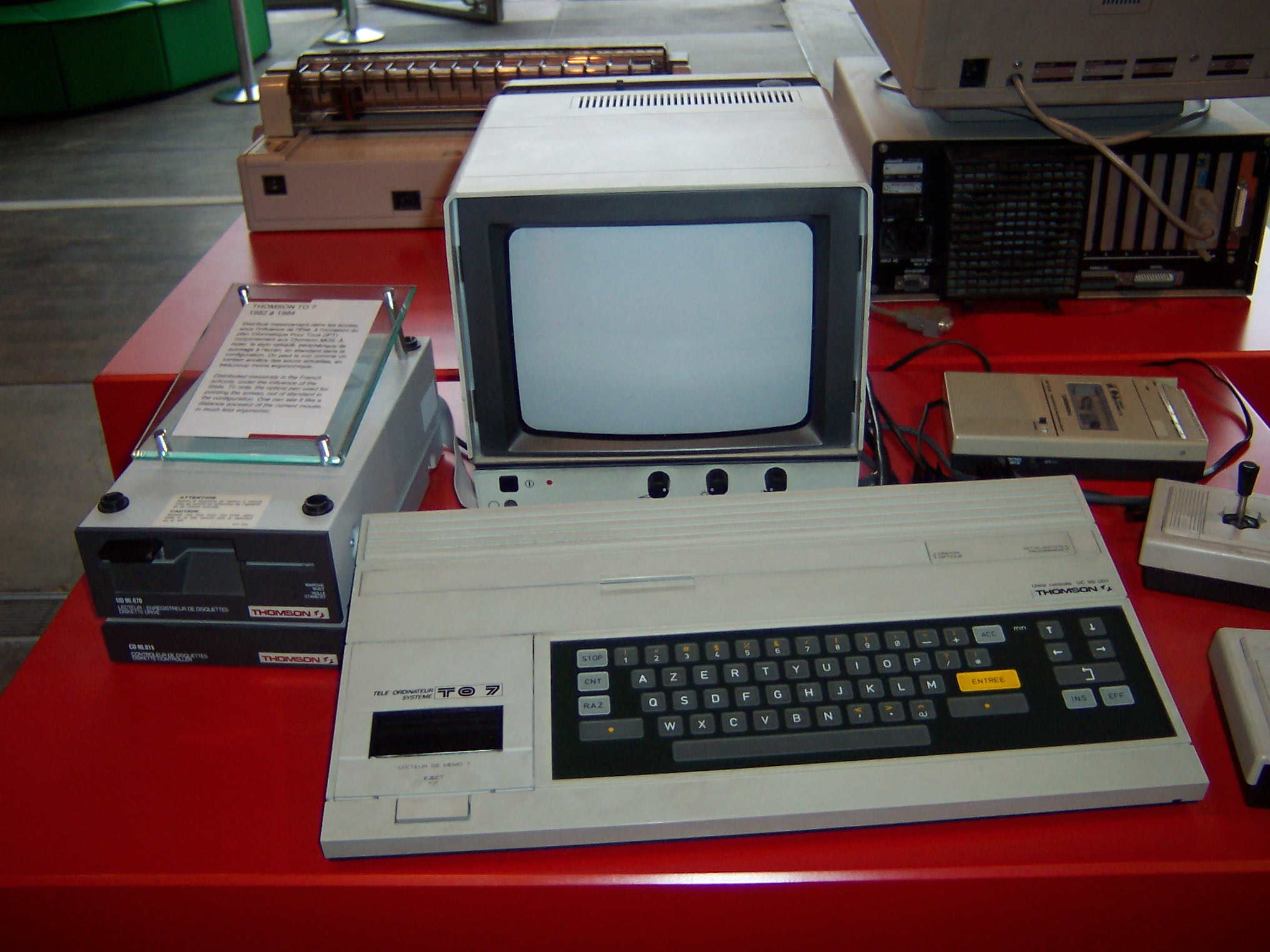
En 1982, l'ordinateur Thomson TO-7 peut être équipé d'un modulateur SECAM.

## Résolution image
Il est possible de définir une équivalence en définition de Y, Db et Dr.
Les trois systèmes commencent par transformer le signal RVB où le R, le V et le B sont analysés en 576 lignes (488 en NTSC et PAL 60).
En SECAM, le Y affiche 576 lignes. Le U et le V sont ramenés à 288 lignes où le U provient des lignes paires et le V des lignes impaires. Le Y est modulable en amplitude sur 6 MHz dans un canal 7 MHz pour la norme L, afin de préserver la compatibilité avec les téléviseurs noir et blanc 625 lignes).
Le U et le V sont modulés en fréquence sur ce même canal de manière alternative à respectivement 4,406 25 MHz et 4,25 MHz.
Toutefois en France à partir du milieu des années 1970, la porteuse Y est bridée à l’émission par TDF à 3,6 MHz pour ne pas interférer avec les sous porteuses couleurs.
La durée d’une ligne est de 64 µs dont 52 µs de signal utile. Ainsi, le SECAM est bridé à :
- Y = 3 600 000/25/625*(52/64)*2 ⇒ 374 valeurs discrètes Y par ligne.

U et V sont modulés en fréquence 1 ligne sur 2 respectivement à 4,406 25/2 MHz et 4,25/2 MHz. On a donc :
- U = (4 406 250/2) /25/625*(52/64)*2 ⇒ 229 valeurs discrètes U pour deux lignes.
- V = (4 250 000/2) /25/625*(52/64)*2 ⇒ 221 valeurs discrètes V pour deux lignes.

À titre de comparaison en PAL :
- Y = 4 000 000/25/625*(52/64)*2 ⇒ 416 valeurs Y ligne.
- U = V = (2 570 000/2) /25/625*(52/64)*2 ⇒ 133 valeurs U par ligne, 133 valeurs V par ligne.

et en NTSC :
- Y = (3 200 000)/30/525*(52/64)*2 ⇒ 330
- U = V = (1 500 000)/30/525*(52/64)*2 ⇒ 206

|   | SECAM   | PAL     | NTSC    |
| - | ------- | ------- | ------- |
| Y | 374*576 | 416*576 | 330*488 |
| U | 229*288 | 133*576 | 154*488 |
| V | 221*288 | 133*576 | 154*488 |

### Avantages/inconvénients des trois systèmes
Les performances des standards couleurs sont directement interdépendantes de la modulation à laquelle ils sont associés. En liaison directe sans modulation (vidéo composite), leurs défauts sont peu ou pas perceptibles.
| Type  | Caractéristiques |
| ----- | --- |
| NTSC  | - Instabilité de la teinte (en télédiffusion). - Instabilité de la saturation (surtout en télédiffusion). - Résolution faible. - Fréquence plus élevée (60 Hz, 30 images par seconde au lieu de 50 Hz, 25 images par seconde), liée à la fréquence du réseau électrique. Mal adaptée à la retransmission cinéma à 24 ou 25 images par seconde.                                                                                     |
| PAL   | - Stabilité de la teinte (en télédiffusion). - Instabilité de la saturation (en télédiffusion). - Résolution élevée (jusqu'à 550 points par ligne) mais bridée par les porteuses couleurs à 416 points par ligne. Les téléviseurs équipés de filtre en peigne évolué peuvent déboucher jusqu'à 550 points par ligne, toutefois sans atteindre réellement cette performance.                                                        |
| SECAM | - Stabilité de la teinte (en télédiffusion). - Stabilité de la saturation (en télédiffusion). - Résolution élevée (jusqu'à 600 points par ligne) mais bridée par les porteuses couleurs à 374 points par ligne sur la quasi-totalité des téléviseurs. Cette restriction est aggravée depuis la fin des années 1980, par une limitation du signal de luminance Y à 3,6 MHz avec la télédiffusion de la porteuse audio stéréo Nicam. |